# Leucrocuta
Leucrocuta is een geslacht van haften (Ephemeroptera) uit de familie Heptageniidae.

## Soorten
Het geslacht Leucrocuta omvat de volgende soorten:
- Leucrocuta aphrodite
- Leucrocuta hebe
- Leucrocuta jewetti
- Leucrocuta juno
- Leucrocuta maculipennis
- Leucrocuta minerva
- Leucrocuta petersi
- Leucrocuta thetis
- Leucrocuta umbratica
- Leucrocuta walshi